# Brussel was toen nog een bruisende stad
Brussel is een liedje van Liesbeth List uit 1969. Het is een cover van Bruxelles, een nummer van Jacques Brel uit 1962. De Nederlandstalige bewerking is van Ernst van Altena. 

## Thema's
Centraal in de liedtekst staat de frivole levenshouding tijdens de belle époque, toen België en met name ook Brussel een grote bloei beleefde. Echter dit alles wordt overschaduwd door de oorlogsdreiging. Zorgeloos geeft de gegoede klasse zich aan de levenslust over, terwijl alle tekenen erop wijzen dat de Eerste Wereldoorlog spoedig zal uitbreken.
In de tekst wordt speciaal aandacht besteed aan een paartje op het tramdak waarvan de man, blijkbaar een onderofficier, de dame zwanger heeft gemaakt van iemand die op zijn beurt de vader van de zangeres zal worden (Voor hem kwam d'oorlog nader/ Bij haar [kwam] gauw mijn vader). De frivoliteit komt verder tot uitbarsting in passages als Brussel was oh la la en olijk; sleepjurken, knevels, dansend festijn, dus wie verwacht er ernst van mij. De tekst bevat ook de impliciete boodschap dat het met de genoemde onderofficier weldra zal zijn afgelopen.
Aan het eind lijkt het lied helemaal "stil te vallen". De eindklank van vrolijk wordt een paar keer achter elkaar herhaald, zodat het woord lijk ontstaat. 